# Смит, Дэнни
Дэнни Смит (англ. Danny Smith; род. 2 октября 1973 года, Монреаль, Квебек, Канада) — канадский актёр, создатель группы «Ханк» и «City Drive», где выступает под именем «Дэнни Гран При».

## Биография
Дэнни Смит родился в Монреале 2 октября 1973 года. Позже он переехал вместе с семьёй в Пикеринг, Онтарио. По окончании учебы поступил в американскую музыкальную и драматическую академию в Нью-Йорке, но учиться не стал. Уже в классе высшей школы стал заниматься актёрством. Так же играл роли в цикле Западных Сказок, в который входили «Золушка», «Принцесса на горошине» и «Снежная королева».
Актёр много снимался в сериалах, но всё равно одним из самых любимых его увлечений была музыка. У него есть много любимых групп, но он особенно выделил: The Beatles, The Rentals, Radiohead, Pavement, The Beach Boys, Beck, Blur, Sloan. Дэнни был певцом, гитаристом, пианистом, сочинял песни для своей группы «Ханк», которая, к сожалению, быстро распалась. Позже он собрал компанию «City Drive», где он выступал под именем Дэнни Гранд Прикс.
Дэнни Смит появлялся в сериалах и кино проектах в качестве актера, а также композитора, начиная с 1972 по наши дни. По оценкам зрителей можно говорить о том, что известность к нему пришла после фильмов: Detentionaire (2011), Victims (2013) и Класс 96 (1993) /Class of '96/.
Первые ТВ-шоу и фильмы с его участием: Класс 96 (1993) /Class of '96/, Открытие сезона (1995) /Open Season/, Rookie Messenger и Большое путешествие (1995) /National Lampoon’s Senior Trip/ .
Последние на сегодняшний день проекты и фильмы, где снялся актер Дэнни Смит — это A Sunday Kind of Love (2015).

## Фильмография
| Год       |    | Русское название              | Оригинальное название          | Роль                       |
| --------- | -- | ----------------------------- | ------------------------------ | -------------------------- |
| 1993      | с  | Класс 96                      | Class of '96                   | студент                    |
| 1994      | ф  | ППУ                           | PCU                            | суперпарень                |
| 1995      | ф  | Любовь и мафия                | Sugartime                      | рабочий сцены              |
| 1995      | ф  | Большое путешествие           | National Lampoon’s Senior Trip | Барри «Вирус» Кеммер       |
| 1995      | ф  | Открытие сезона               | Open Season                    | Бак Грин                   |
| 1998      | ф  | Заговор проказниц             | All I Wanna Do                 | Сурок                      |
| 1998      | ф  | Большое дело                  | The Big Hit                    | продавец видео             |
| 1998      | ф  | Невинные обманы               | White Lies                     | парень в хаки              |
| 1999—2002 | с  | Томми-оборотень               | Big Wolf on Campus             | Мертон Дингл               |
| 2002      | ф  | Шипучий бизнес                | The Bail                       | Бенджи Берг                |
| 2009      | ф  | Глоток                        | Suck                           | Джерри                     |
| 2009      | ф  | Смертельное море              | Deadliest Sea                  | Энсин Мак                  |
| 2009      | с  | Читающий мысли                | The Listener                   | игрок в покер              |
| 2010      | ф  | Шпионка Хэрриет: Война блогов | Harriet the Spy: Blog Wars     | Тим Джеймс                 |
| 2011      | с  | Свободные агенты              | Free Agents                    | парень                     |
| 2012—2016 | мс | Даже не думай!                | Fugget About It                | Пити Фальконе              |
| 2013      | ф  | Пихтовое сумасшествие         | Fir Crazy                      | Мигель                     |
| 2013      | ф  | Жертвы                        | Victims                        | Брюс                       |
| 2013      | с  | Красавица и чудовище          | Beauty & the Beast             | Айра Вебстер / маскот волк |
| 2013      | мс | Из-под ареста                 | Detentionaire                  | Дик Эндрюс                 |
| 2014      | ф  | Полночный маскарад            | Midnight Masquerade            | Эндрю                      |
| 2014      | ф  | Я заказала тебя убить         | I Put a Hit on You             | киллер                     |
| 2014      | с  | Хранилище 13                  | Warehouse 13                   | Джо                        |
| 2015—2018 | мс | Kuu Kuu Harajuku              | Kuu Kuu Harajuku               | Рудольф «Руди» Роудс       |
| 2016      | ф  | Воскресная любовь             | A Sunday Kind of Love          | уличный музыкант           |
| 2016      | ф  | Замена                        | The Swap                       | клерк                      |
| 2021      | с  | Титаны                        | Titans                         | Тод                        |

## Список используемой литературы
- http://kinorole.ru/people/denni-smit - фильмография и биография Денни Смита.